# Slobodan Kovač
Slobodan Kovač (in serbo Слободан Ковач?; Veliko Gradište, 13 settembre 1967) è un allenatore di pallavolo ed ex pallavolista serbo, tecnico del Fenerbahçe e della nazionale turca.
Giocava nel ruolo di schiacciatore.

## Carriera

### Giocatore

Kovač in bagher per la Lube nel 1996

La carriera di Kovač inizia in patria, dove partecipa a campionati di carattere giovanile fino al 1988-89, quando viene tesserato dall'Odbojkaški klub Vojvodina: in quattro anni ottiene la vittoria di due campionati e di una coppa nazionale. Nel 1992-93 approda in Italia, dove gioca due campionati di Serie A2 con l'Associazione Sportiva Pinuccio Capurso Volley Gioia, intervallati da una stagione in Grecia con l'Athlitikos Syllogos Aris Thessalonikis.
Dal 1995-96 al 1998-99 gioca nell'Associazione Sportiva Volley Lube di Macerata, ottenendo anche diverse convocazioni nella nazionale jugoslava: ai giochi olimpici di Atlanta 1996 ottiene la medaglia di bronzo.
Successivamente si trasferisce a Taranto, nella Magna Grecia Volley, vincendo un campionato di A2 e ottenendo così la promozione in A1; con la nazionale vince la medaglia d'oro alle Olimpiadi di Sidney 2000. Dopo due stagioni nella seconda serie nazionale con Pallavolo Agnone e Pallavolo Molfetta, chiude la carriera da giocatore nell'Urmia, società militante nel massimo campionato iraniano.

### Allenatore
Nella stagione 2008-09 diventa allenatore dell'Odbojkaški Klub Radnički Kragujevac, vincendo per due volte il campionato serbo e portando per la prima volta il club a qualificarsi per la Champions League. Nel 2011-12 assume la guida della Sir Safety Perugia, società militante nella Serie A2 italiana. Dopo aver ottenuto la promozione in Serie A1, nella stagione 2013-14 porta il club umbro in finale in entrambe le competizioni nazionali, ottenendo l'accesso alla Champions League 2014-15. Il 9 dicembre 2015 viene richiamato sulla panchina di Perugia per sostituire l'esonerato Daniel Castellani. Chiude la regular season al quinto posto, ma elimina sia Verona ai quarti che la capolista Civitanova in semifinale, pur avendo il fattore campo a sfavore in entrambe le serie. In finale, perde 3-0 contro Modena, pur arrendendosi solo al tie-break nelle ultime due partite e dopo essere stato in vantaggio per 8-3 durante quello di gara-3. Nella stagione successiva, nonostante la massiccia campagna acquisti, perde la finale di Supercoppa italiana al tie-break, ancora una volta contro Modena e ancora una volta dopo essere stato in vantaggio per 8-3 nel quinto set. In campionato, dopo 16 punti in 9 giornate e la squadra al quinto posto a -9 dalla capolista Civitanova, viene esonerato. Il 2 gennaio 2017 viene ingaggiato dall'Halkbank Ankara, con cui vince due campionati turchi e una Coppa di Turchia.
Dal 2014 assume la guida della nazionale maschile dell'Iran, ottenendo il sesto posto al campionato mondiale. Alle Olimpiadi di Rio de Janeiro, arriva quarto nel girone B e avanza ai quarti di finale, dove viene eliminato per 3-0 dall'Italia. Dal 2017 al 2018 è alla guida della nazionale maschile della Slovenia.
Nella stagione 2018-19 approda in Russia, dove affronta la Superliga alla guida del Belogor'e, portandola alla conquista della Challenge Cup.
Nella stagione 2020-21 torna ad allenare in Italia, alla guida tecnica dalla Top Volley Latina, in Superlega.

## Palmarès

### Giocatore
- Campionato jugoslavo: 2

1988-89, 1991-92
- Coppa di Serbia e Montenegro: 1

1992

### Allenatore
- Campionato serbo: 2

2008-09, 2009-10
- Campionato turco: 2

2016-17, 2017-18
- Coppa di Turchia: 1

2017-18
- Challenge Cup: 1

2018-19

### Premi individuali
- 2014 - Serie A1: Miglior allenatore
- 2019 - CEV: Allenatore dell'anno di squadra maschile